# WIND (Unwetterwarnsystem)
WIND (englisch Weather Information on Demand, dt.: „Wetterinformation bei Bedarf“) ist ein privater Informationsdienst in Deutschland, der lokal und individuell vor Unwettern warnt. Der mobile Dienst via App war für Kunden der Versicherungskammer Bayern oder anderer öffentlicher Versicherer kostenlos. 2012/13 wurde die WIND-App durch die MehrWetter-App ersetzt.
Das Unwetterwarnsystem WIND wurde ab 2002 im Auftrag der Versicherungskammer Bayern vom Fraunhofer-Institut für Software- und Systemtechnik ISST in Zusammenarbeit mit dem Wetterdienst-Unternehmen Meteomedia entwickelt. Das Warnsystem wird von den öffentlichen Versicherern seit 2012 in Zusammenarbeit mit dem Fraunhofer-Institut für Offene Kommunikationssysteme (FOKUS; vorher mit dem Fraunhofer ISST) in Deutschland betrieben. Die Unwetterinformationen, welche durch das System verarbeitet werden, stammen von der Meteomedia GmbH und werden auf dem Portal der Unwetterzentrale ebenfalls verbreitet. Das Warnsystem steht ausschließlich Kunden der öffentlichen Versicherer zur Verfügung und hat beinahe 600.000 angemeldete Kunden (Stand 2013).
WIND war eine Zeit lang eines der größten privaten Wetterwarnsysteme in Europa. Es war eines der ersten Systeme, das lokal und vom Benutzer individuell konfiguriert über den vom Benutzer bestimmten Informationsweg (ursprünglich SMS, E-Mail oder Fax) vor Unwettern warnte. Der Unwetterwarndienst per SMS wurde zum 30. April 2019 eingestellt.
Ähnliche Warnsysteme, welche auf Basis von WIND entwickelt wurden, werden in weiteren europäischen Ländern betrieben und angeboten (z. B. von der Uniqa in Zusammenarbeit mit UBIMET).

## Funktionsweise
Das Unwetterwarnsystem ist ein typisches Event-Notification-System: Bei Ausgabe einer Unwetterwarnung durch die Unwetterzentrale erhält das Warnsystem diese Warnung als Nachricht und verteilt diese nur an die betroffenen Kunden. Dabei werden zusätzlich in Abhängigkeit vom betroffenen Kunden und der Art und Schwere des Unwetters weitere Informationen, wie mögliche Auswirkungen und zu beachtende Verhaltensweisen individuell hinzugefügt.
Eine besondere Stärke liegt dabei in der Verarbeitung von kurzfristigen Prognosen für schwere Gewitter. Hier werden sehr exakt auf Basis von Geokoordinaten der individuelle Eintrittszeitpunkt und die individuellen Auswirkungen berechnet und als Information an den Kunden zugestellt.
WIND-Nutzer können das System online nach ihren Wünschen konfigurieren und hierbei zum Beispiel den Warnort (Landkreis, Postleitzahl oder Geokoordinate) und den Informationsweg (SMS, E-Mail oder Fax) selbst bestimmen. Durch rechtzeitige Warnungen ermöglicht WIND, Schutzmaßnahmen vor Unwettern zu ergreifen und so Personen- und Sachschäden zu vermeiden.

## WIND-mobile
Mit WIND-mobile stand ab 2010 Kunden der öffentlichen Versicherungsunternehmen in ganz Deutschland eine technische Weiterentwicklung von WIND als iPhone-App zur Verfügung. Sie hat den Empfang von Warnungen direkt auf das iPhone geboten und stellte diese dort dar. Eine Umgebungskarte auf dem Display zeigte den jeweiligen Standort, so dass der Nutzer einen genauen Überblick über die Unwetterlage vor Ort bekommen und sich frühzeitig darauf einstellen konnte. Bei der Darstellung von kurzfristigen Gewitterwarnungen bildete WIND-mobile auch die Bewegung und den genauen Umfang des Unwettergebietes ab.